# 아쎈소르
아쎈소르(Ascensor, Fahrstuhl)는 스페인에서 제작된 토마스 무노즈 감독의 1978년 영화이다. 아만도 아귀레 등이 주연으로 출연하였다. 제28회 베를린 국제 영화제에서 황금곰상을 수상했다.

## 출연
- 아만도 아귀레